# Institut français du Liban

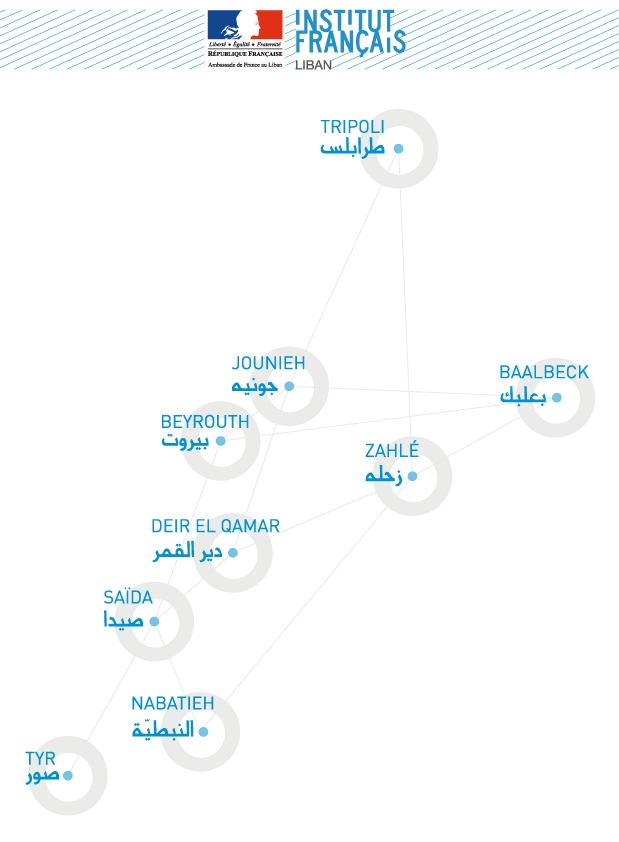
L'implantation des Instituts français au Liban

L’Institut français du Liban est un service de l'Ambassade de France au Liban, dirigé par un directeur qui est aussi le Conseiller de coopération et d’action culturelle (COCAC) de l'ambassade.
L’Institut français du Liban (IFL) dispose de neuf antennes implantées sur un territoire de 10 452 km². On trouve deux sites dans la plaine de la Bekaa, à Baalbeck et à Zahlé, trois dans le Sud, à Tyr, Nabatieh et Saïda, une antenne dans le Chouf à Deir el Qamar, une dans le Nord du pays à Tripoli, une dans la région de Jounieh (qui couvre le Kesrouan et le Met-nord), et enfin l'Institut de Beyrouth, qui héberge la direction générale du réseau de l'IFL. À Beyrouth, l'Institut est situé dans l’Espace des Lettres, non loin du Musée national de Beyrouth, rue de Damas dans le quartier de Badaro. Ce dernier coordonne l’ensemble des opérations menées dans le pays. 
La présence culturelle française au Liban a connu plusieurs formes : Centre culturel français (CCF), Mission culturelle française au Liban (MCFL), puis Institut français du Liban (IFL) depuis le 1er octobre 2011.

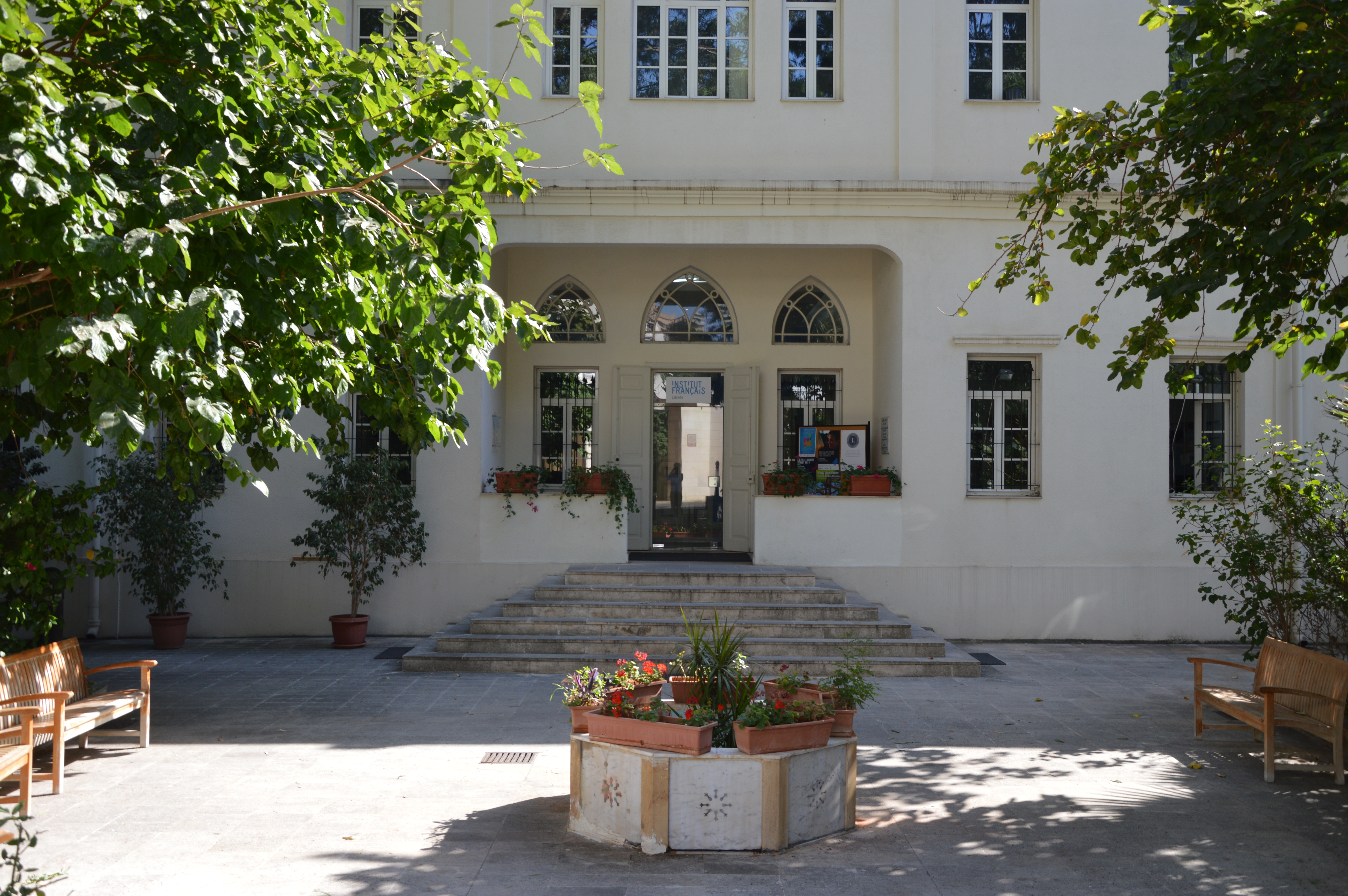
Institut français à Beyrouth.

Logo de la Mission culturelle française au Liban jusqu'en 2011

## Histoire
Dans les années 1980, la présence culturelle de la France au Liban revêt deux formes : d'une part, les actions menées par le service culturel et de coopération de l'Ambassade de France, alors installée rue Clemenceau, à Beyrouth, dans les actuels locaux de l'ESA (en) ; d'autre part, les actions menées par les centres culturels français, implantés en réseau à travers tout le pays. En 1983, les centres culturels français sont dotés de l'autonomie financière ; ils sont alors au nombre de quatre : le centre culturel de Tripoli, celui de Saïda, celui de Zahlé, et enfin, celui de Beyrouth, qui dispose d'une annexe à Jounieh.
En 1988, les quatre centres culturels fusionnent pour former une entité générale, le Centre culturel français du Liban (CCF), ancêtre de l'actuel réseau de l'Institut français du Liban. En pleine guerre civile libanaise, l'activité des centres culturels des années 1980 reste difficile et perturbée. Le centre culturel de Beyrouth, situé rue de Damas, sur la ligne de démarcation Beyrouth-Est et Beyrouth-Ouest, doit déménager à Jounieh, région épargnée par le conflit. Mais quelques mois plus tard, le centre culturel de Jounieh est à son tour contraint de cesser en grande partie ses activités, alors que l'ambassade de France, touchée par une attaque à la voiture piégée, doit quitter ses locaux de la rue Clemenceau, et avec elle le Consulat général, qui s'installe dans les locaux du centre culturel de Jounieh.
La période succédant à la guerre civile verra le réseau du CCF prendre un nouvel élan au Liban. Dès 1991, l'ambassade de France s'installe dans ce que l'on appelle l'Espace des Lettres, rue de Damas, c'est-à-dire l'ancien campus de l’École supérieure des lettres, à proximité des actuels bâtiments de l'Institut français du Proche-Orient. Le centre culturel de Beyrouth revient s'installer dans ses lieux d'origine ; dans un premier temps, il est hébergé par le Servoce de coopération et d'action culturelle (SCAC) de l'ambassade, en attendant de voir ses bâtiments, détruits pendant la guerre, reconstruits. En 1994, le centre culturel de Beyrouth peut se réinstaller dans des locaux neufs, au sein du campus diplomatique, tandis que sont créés les centres de Deir el-Qamar et de Tyr. Par arrêté ministériel de 1996, le CCF devient la Mission culturelle française au Liban (MCFL). Quelques années plus tard, en 1997 et 1999, sont créées les antennes de Nabatiyeh et de Baalbek. En 1999, le ministère prend la décision de faire fusionner le SCAC de l'ambassade de France et la MCFL, qui dispose alors de l'autonomie financière, en une entité unique appelée Centre culturel et de coopération (ou CCC). Cependant, l'entreprise n'aboutit pas, et le CCC est dissout deux ans plus tard, en 2001 : le SCAC et la MCFL recouvrent leur autonomie.
L'expérience de 1999 n'est pas oubliée. Elle est l'embryon de la nouvelle fusion lancée en 2011, celle de la réunion du SCAC et de la MCFL en un seul Institut français du Liban. Par arrêté ministériel du 1er octobre 2011, l'ensemble du réseau de l'Institut français du Liban est placé sous l'autorité du Conseiller de coopération et d'action culturelle de l'ambassade de France au Liban qui en est le directeur.

## Organisation
L'Institut français du Liban est dirigé par un directeur, également conseiller de coopération et d'action culturelle de l'ambassade de France au Liban. C'est un service de l'ambassade de France, qui jouit cependant d'une autonomie financière qui lui permet de percevoir des recettes locales (cours de langues, droits de passation des examens, inscription à la procédure Études en France, billetterie, location de ses espaces, dons).
Le directeur est secondé par un adjoint et s'appuie sur un secrétaire général pour la gestion administrative et financière, ainsi que sur plusieurs collaborateurs : un conseiller adjoint chargé de l'enseignement français, un attaché de coopération éducative, un attaché culturel, un attaché pour le livre et le débat d'idées, et un attaché de coopération (coopération universitaire et scientifique, coopération avec les institutions libanaises et les collectivités locales, appui à la société civile). Cinq directeurs délégués gèrent le réseau des antennes, sous l'autorité du directeur.
Au 17 avril 2020, les effectifs de l'Institut français du Liban et du service de coopération  et d'action culturelle sont de près de 70 agents, expatriés ou recrutés localement, sans compter les enseignants qui y travaillent sous un statut de vacataire.
L'Institut français du Liban propose des cours collectifs et individuels de langue française et, sur demande, de langue arabe. Il organise notamment des cours de préparation pour obtenir les diplômes de maîtrise du français TCF-DELF-DALF. Il organise les examens pour l'obtention de ces diplômes, qui concernent près de 5 000 élèves par an.
L’Institut français du Liban délivre aux établissements scolaires de langue française au Liban le label linguistique CELF, certifiant le niveau des enseignants de français et garantissant la qualité des enseignements en français. Au 18 avril 2020, 67 écoles avaient reçu le label CELF au Liban. Ces écoles bénéficient d'un plan de formation de leurs cadres et enseignants et bénéficient d'un accès privilégié aux activités culturelles organisées par l'Institut français du Liban.
L'Institut français du Liban héberge les équipes de l'Agence pour l'enseignement français à l'étranger chargées, sous l'autorité du conseiller adjoint chargé de l'enseignement français, de mettre en œuvre un plan de formation au profit des écoles homologuées par le ministère français chargé de l'Éducation nationale (49 écoles au Liban à la rentrée scolaire 2019/2020, en partie gérées par la Mission laïque française ou des partenaires de celle-ci comme l'Association franco-libanaise pour l'éducation et la culture, AFLEC) et d'organiser les examens officiels français (baccalauréat, brevet, concours général).
L'Institut français du Liban dispose à Beyrouth d'un service Campus France qui est chargé de conseiller les étudiants souhaitant partir étudier en France et de traiter leurs demandes de départ, dans le cadre de la procédure Études en France. La France est le premier pays d'accueil des étudiants libanais expatriés.
L’Institut français du Liban propose tout au long de l'année des spectacles, des expositions et des ateliers, notamment pour le jeune public. Il dispose à Beyrouth d'une galerie d'exposition et de sa propre salle de cinéma et de théâtre, la salle Montaigne, dont les installations intérieures ont été entièrement rénovées et numérisées pendant l'été 2013. Partenaire de nombreuses structures culturelles libanaises, auxquelles il apporte un financement, l'Institut français du Liban organise plusieurs des grandes manifestations culturelles du Liban, comme le Salon du Livre francophone de Beyrouth, la Fête de la musique ou le Mois de la francophonie.
L’Institut français du Liban dispose de médiathèques à Beyrouth, Tripoli, Jounieh, Zahlé, Baalbek, Deir el Qamar et Saïda, qui contiennent un fonds de plus de 35 000 titres, proposent un accès à la bibliothèque numérique Culturethèque pour leurs adhérents, ainsi qu'un riche programme d'animations autour du livre, notamment pour le jeune public et un service audiovisuel.

### L'Espace des Lettres
L'Institut français du Liban est abrité avec l'Ambassade de France au Liban, le consulat général de France à Beyrouth, le service économique régional, l'Institut français du Proche-Orient, le bureau régional de l'Agence française de développement, ainsi que le bureau régional de l'Agence Universitaire de la Francophonie, au sein de l'« Espace des Lettres », rue de Damas, artère qui fut, durant la guerre civile, la ligne de démarcation entre les quartiers chrétien et musulman. Le nouveau bâtiment de la chancellerie diplomatique a été intégré aux nombreux pavillons de la « Cité Bounoure », ancien campus de l'École supérieure des Lettres de Beyrouth, université francophone fondée en 1945 et dont Georges Schehadé fut le premier secrétaire général.  
L'Institut français du Liban est responsable aujourd'hui de la salle Montaigne, bâtie au sein de l'Espace des Lettres et qui fut, dans les années 1960 et 1970, un des foyers de la vie culturelle et théâtrale du Liban. En 1961, Jacques Mettra, alors directeur de l’École des Lettres, fonde le Centre universitaire d’études dramatiques (CUED), qui fait de la salle Montaigne son lieu de répétition et de représentation. On compte, parmi les acteurs de la troupe du CUED, Jalal Khoury, Sharif Ghizandar, Joseph Tarrab, Roger Assaf, Paul Mattar ou encore Marie-Claude Eddé. Aux côtés de la troupe du festival de Baalbek, plutôt tournée vers les pièces classiques, la salle Montaigne accueille des œuvres contemporaines et francophones. Endommagée pendant la guerre civile, la salle Montaigne a pu être rebâtie, en 1991, grâce au concours de l'ambassade de France. Pendant l'été 2013, les installations intérieures de la salle ont été entièrement rénovées et numérisées grâce à un soutien du CNC et à des mécènes. En 2018, le hall d'accueil et les loges de la salle Montaigne ont été rénovés grâce au mécénat de la SGBL.
Construit en 2003 par les architectes Yves Lion et Claire Piguet, le nouveau campus diplomatique intègre les colonnades créées dans les années 1950 par Charles Moreux et André Leconte, des murs en pierre de Ramleh et de grandes parois de verre en émalit éclairé afin de laisser entrer la lumière des cinq patios, au milieu desquels trônent des pins et des oliviers centenaires. L'édifice a été bâti dans le but de privilégier la sécurité tout en préservant l'esthétisme.

### Directeurs
- Sabine Sciortino (d) (2022- )
- Marie Buscail (d) (2020-2022)
- Véronique Aulagnon (d) (2016-2020)
- Henri Lebreton (d) (2013-2016)
- Aurélien Lechevallier (d) (2010-2013)
- Denis Gaillard (d) (2006-2010)
- Frédéric Clavier (d) (2001-2006)
- Alain Fouquet (d) (1997-2001)
- Jean-François Desmazières (d) (1995-1997)